# Заришат
Заришат (арм. Զարիշատ; ранее Гонджалы) — это деревня в Ширакской области Армении. 

## Население
Согласно «Кавказскому календарю» 1912 года, 260 человек, в основном карапапахи, жили в селе Гонджали Карского округа в Карсской области.
Население по годам выглядит следующим образом.
| Год       | 1897 | 1926 | 1939 | 1959 | 1979 | 1989 | 2001 | 2004 | 2012 |
| Население | 310  | 120  | 689  | 321  | 223  | 60   | 82   | 87   | 108  |